# 二月廿九 (電視劇)
《二月廿九》（英語：Leap Day），是由香港電視娛樂有限公司製作的科幻愛情劇。劇集由2020年3月2日至3月13日，逢星期一至五21:30，於ViuTV首播。本劇由吳海昕、徐天佑及劉俊謙領銜主演，其餘演員包括張松枝、麥可怡、李敏、張凱娸、岑珈其。本劇由「京都念慈菴」冠名贊助。
故事講述在二月二十九日出生的女主角意外穿越時空，預知自己在未來的命運。本劇製作特輯《二月廿九製作特輯：二亂情迷》在2020年2月29日晚上23:00，於ViuTV播映。
本劇在2019年10月開拍，同年12月前往日本北海道拍攝外景，在2020年3月10日（即第10集大結局播出前三天）完成製作。

## 故事大綱
Yeesa（張麗紗）（吳海昕飾）生於1992年2月29日，由於2月29日只在閏年才出現，所以每當非閏年，Yeesa會在2月28日最後數秒閉目拍手許願，至3月1日零時零分，為自己慶祝生辰。
2017年2月28日晚上，Yeesa用同樣方式為自己慶祝二十五歲生日，閉目許願後竟發現自己穿越至2020年2月29日的北海道，並遇見兩名聲稱認識她的陌生男子Ryan（馬智浩）（徐天佑飾）和余家聰（劉俊謙飾）。Yeesa晚上看到自己在北海道車禍中去世的新聞，隨即返回2017年的香港，然而在2017年的時間只過了一秒。
Yeesa兩位好友 Fiona（李敏飾）及嘉嘉（張凱娸飾）不相信Yeesa的穿越經歷。Yeesa遇上在超市製作平價壽司的Ryan，但Ryan卻不認識她，更表示他從來沒有到過北海道，不過因此Yeesa與Ryan成為朋友。 Yeesa後來認識神聖幾何學會成員巴西龜（白世繼）（岑珈其飾），他是唯一相信Yeesa穿越經歷的人，Yessa於是來到神聖幾何學會希望解開穿越之謎，竟再次遇見家聰，原來家聰是學會會長。家聰如Ryan一樣表示不認識Yeesa，但最後都相信了她的經歷，決心幫助Yeesa改變未來。
家聰相信每年的2月28日晚Yeesa就會再次有穿越能力，所以安排Yeesa在2018年2月28日進行第二次穿越，結果Yessa再到2020年2月29日的北海道，得知自己的致命車禍涉及一輛啤酒廠貨車，但Yessa同時得知好友Fiona早已死於子宮癌，在回到2018年的時空後，告知Fiona。Fiona接受醫檢後果然證實患上早期癌症，結果當時已懷孕的她忍痛犧牲腹中胎兒而作出診治，及時救回其生命。Fiona的事令家聰相信未來是可以改變，於是他根據Yeesa提供的有限資料，親自往北海道調查多日，結果成功查出車禍司機香川二郎的身份。在家聰的規劃之下，Yeesa於2019年2月28日進行第三次穿越，成功到香川工作的啤酒廠破壞他的貨車引擎，但到晚上Yeesa仍然看到自己死於車禍的新聞，證明她沒有阻止車禍。
回到2019年，家聰得知Yeesa無法阻止車禍發生後，著Yeesa將護照交予好友保管至2020年2月29日，令她不能到日本，使未來的意外不發生。受Yessa鼓勵轉職為日式料理店學徒的Ryan，於2019年8月獲派往北海道總店學習半年，而家聰亦決定親往北海道驗證Yeesa的穿越是否屬實，兩男於2020年2月底相繼出現在北海道。
Yeesa於2020年留在香港與好友Fiona和嘉嘉共渡生日。但Yessa父親卻獨自前往北海道拜祭亡妻，但在拜祭時中風昏迷。在香港的Yeesa得悉父親中風昏迷，不管好友勸阻，決意前往北海道。Ryan與家聰處理從2017年穿越而來的Yeesa時，得知2020年的Yessa正前來北海道，兩男設法阻止車禍發生。Yeesa來到北海道後，醒悟車禍的死者其實不是她自己而是Ryan，於是趕去阻止Ryan前往車禍現場。但陰差陽錯下Yeesa跌倒受傷，被Ryan陪同乘的士往醫院。司機香川收到兒子情況危急的消息，驅車往醫院，結果他的貨車在醫院前的十字路口與Ryan Yeesa所乘的的士相撞，Ryan傷重死亡。
目睹Ryan身亡後，Yeesa試圖再次穿越。結果她穿越回到意外發生前一小時，在意外發生前一刻趕到現場，見到家聰。Yeesa表示醒悟到要有人作出犧牲才能改變命運，她決定要犧牲自己以阻止貨車撞到Ryan所乘的的士。一番爭論後，最終犧牲阻止貨車的卻是家聰...
Yessa在病房中甦醒，床邊的父親表示她已昏迷一年，父親和Ryan早已康復。但Yeesa卻發現眾人沒有對家聰的記憶，神聖幾何學會會長更由家聰變成巴西龜。幾天後，Yessa再遇上家聰，但這個家聰卻是一個小說作家，完全不認識Yeesa...

## 角色列表

### 張家
| 演員     | 角色     | 簡介 |
| 張松枝   | 張 辰    | 辰叔 文具、 紙紮店老闆 張麗紗之父 南野美子之夫 妻子死後酗酒 2020年2月末返回北海道拜祭亡妻時中風昏迷，後甦醒並決心戒酒 |
| 沖崎千夏 | 南野美子 | 張麗紗之母 張辰之妻 1992年2月29日在札幌護國神社誕下張麗紗後死亡 |
| 吳海昕   | 張麗紗   | Yeesa 港日混血兒 設計師、書店店長 張辰、南野美子之女 1992年2月29日在日本札幌護國神社出生 於2017年2月28日23點59分為自己慶祝生日時，穿越北海道（2020年2月29日），期間得悉自己會在車禍中去世，在北海道逗留24小時後返回2017年的時空 於2018年2月28日23點59分第二次穿越，得悉香川二郎與上述的車禍有關、謝心雪在2018年死亡 於2019年2月28日23點59分第三次穿越，試圖阻止香川二郎駕駛貨車，並前往上述的神社，了解自己的身世 於2020年2月29日因多個來自不同時空的自己多次阻撓香川二郎駕車而遭其打傷，馬智浩陪她送院時遇上車禍，目睹馬智浩身亡後試圖靠御守穿越，希望犧牲自己來拯救馬智浩，其後穿越回到2020年2月29日晚上9點30分，最終獲余家聰捨命相救 於2021年2月28日甦醒，並發現只有自己仍有對余家聰的記憶 童年由蕭晨殷、楊可盈飾演 |

### 馬家
| 演員   | 角色   | 簡介 |
| 吳浣儀 | 李 氏  | 馬智浩、馬芷晴之母 |
| 徐天佑 | 馬智浩 | Ryan 超級市場壽司師傅，後為壽司店學徒 李姐之子 馬芷晴之兄 2020年2月29日凌晨零時零分（日本時間）在北海道救回穿越至2020年，差點被電車撞倒的張麗紗，同日陪同遇襲的張麗紗（2020年時空）到醫院期間被香川二郎撞斃 |
| 麥可怡 | 馬芷晴 | 中學生，選修視覺藝術及法語 李姐之女 馬智浩之妹 仰慕余家聰 於2019年香港中學文憑考試取得最佳5科25分的成績，並選擇入讀香港中文大學哲學系                                                                       |

### 神聖幾何學會
| 演員   | 角色   | 簡介 |
| 劉俊謙 | 余家聰 | 會長 哲學博士 2020年2月29日在北海道救回被警察追捕的張麗紗，自稱為其男友，後試圖綁架香川二郎，但後者逃脫成功而引致車禍 張麗紗第四次穿越期間，代希望犧牲自己的張麗紗被香川二郎撞斃 由於歷史改變，張麗紗於2021年甦醒後，余的身分從神聖幾何學會會長改為作家，著有小說《二月廿九》，且不再認識張；只有張記得余原本的身分和兩人的經歷 |
| 岑珈其 | 白世繼 | 巴西龜 副會長、網台主持 於大學修讀幾何學及物理學 余家聰消失於眾人記憶後，變成學會會長，稱只有自己和其他會員（即 余家聰除外）一直協助張麗紗拆解她穿越之謎，且為李嘉敏之男友 |
| 梁天尺 | 耶 穌  | 陰謀論專家 於第1集離開神聖幾何，至第3集回歸 |
| 鄭文熙 | Alien  | 外星專家 於第1集離開神聖幾何，至第3集回歸 |
| 關永宇 | 關 羽  | 次元研究師 喜愛搖杯 |
| 蘇欣婷 | 跳 掣  | 網台主持、執業NLP催眠師 |
| 細粒仔 | Atma   | 小狗 貴婦犬 2017年2月28日晚被張麗紗發現遭遺棄，因而獲暫時收養 因張麗紗誤會父親會傷害Atma，被送到「神聖幾何學會」託人照顧 |

### 超級市場
| 演員         | 角色   | 簡介                                               |
| 陳銳強       | KC     | 超級市場經理 馬智浩之上司 Thomas之世伯兼上司       |
| 徐天佑       | 馬智浩 | Ryan 超級市場壽司師傅，後辭職 參見馬家             |
| 何啟華@ERROR | Thomas | 超級市場壽司師傅 KC之世侄兼下屬 馬智浩之同事兼好友 |

### 其他角色
| 演員            | 角色         | 簡介 |
| 李 敏           | 謝心雪       | Fiona 地產經紀 張麗紗之好友 Jonathan之女朋友，後為其妻 2018年張麗紗再次穿越至2020年時，得悉Fiona會因子宮頸癌，於2018年9月2日逝世 最終選擇墮胎及切除子宮以治療癌症，卻因失去胎兒而患上抑鬱症，於2019年自殺未遂 童年由區焯穎飾演             |
| 張凱娸          | 李嘉敏       | 嘉嘉 化妝品界KOL 張麗紗之好友 大學修讀工商管理學系，畢業後曾當空姐兩年 聲稱親戚移民加拿大，把父親的書店交予張麗紗打理 於2021年成為白世繼之女友 童年由馮翊靖飾演                                                                            |
| 柯煒林          | Jonathan     | 初創企業老闆，公司設於科技園，專營人工智能 謝心雪之男友，後為其夫 |
| 梁嘉進          | Timothy      | 報館文字記者 李嘉敏之男友，後分手 |
| 趙善恆 @ ToNick | Nick Tong    | 樂隊結他手 Fiona之好友 對花生敏感 |
| 山野久治        | 香川二郎     | 北狐狸啤酒廠散工司機，習慣邊駕車邊播放吵鬧的音樂 兒子慎吾長期住院，須工作賺錢以支付住院費，於2020年2月29日被余家聰和張麗紗不斷制止其送貨而遭上司責罵，因而先後襲擊余家聰及張麗紗，更在當晚駕車趕往醫院探望情況轉差的兒子時打瞌睡，引致車禍 |
| 梁程斯          | 前男友       | 張麗紗之前男友 在張麗紗第13次求職面試時相遇（第1集） |
| 黃煒東          | 男演員       | 《愛慾三人痕》男演員 （第1集） |
| 吳錦泉          | 導 演        | 《愛慾三人痕》導演 |
| 石俊傑          | 石 仔        | 《愛慾三人痕》副導演 |
| 歐陽敬賢        | 文具店小孩   | （第1集） |
| 曹 蕙           | 蛋糕店店員   | （第1、10集） |
| 菊地颯平        | 駐院警員     | （第1、9集） |
| 大作開          | 駐院警員     | （第1、9集） |
| 井口浩幸        | 醫院醫生     | （第1、9集） |
| 大橋由紀子      | 醫院護士     | （第1、9集） |
| 馬錫忠          | 電視劇師父   | 2020年日劇《時空浪人》角色（第2集） |
| 魯仲豪          | 電視劇徒弟   | 2020年日劇《時空浪人》角色（第2集） |
| 木山正太        | 便利店職員   | （第2、5、6、9、10集） |
| Roger BUDHRANI  | 大學講師     | 自稱曾有穿越時空的經驗，獲邀接受「神聖幾何學會」訪問（第2集） |
| 區國文          | 醫 生        | （第2、10集） |
| 朱偉業          | 中醫師       | 張辰之好友（第3、5、8、10集） |
| 羅金成          | 道 士        | 受張辰招聘而替張麗紗驅鬼（第3集） |
| 黃智揚          | 徒 弟        | 受張辰招聘而替張麗紗驅鬼（第3集） |
| 羅嘉駿          | 徒 弟        | 受張辰招聘而替張麗紗驅鬼（第3集） |
| 黃根鳴          | 壽司店店長   | 介紹馬智浩往日本總店受訓（第5、7集） |
| 松本直人        | 澡堂老闆     | |
| 菊池正紀        | 啤酒廠司機   | |
| 伊藤陸          | 網吧職員     | |
| 磯貝圭子        | 巫 女        | 札幌護國神社巫女 1992年2月為南野美子接生（第6、7集） |
| 川崎友也        | 日本總店主廚 | 邀請馬智浩於2020年受訓完結後，仍然留在北海道工作至2月28日（第8集） |
| 林璟熹          | 嘉 駿        | 文具店小孩（第8、10集） |
| 山田マサル      | 啤酒廠主管   | （第9集） |
| 黑沢光春        | 順風車司機   | 主動讓馬志浩及遇襲的張麗紗坐自己的車，前往醫院（第9、10集） |

## 每集內容
| 集數 | 播映日子 | 主題     | 備註   |
| 01   | 3月2日   | 零時零分 |        |
| 02   | 3月3日   | 時空浪人 |        |
| 03   | 3月4日   | 神聖幾何 |        |
| 04   | 3月5日   | 賭徒原則 |        |
| 05   | 3月6日   | 噩耗     |        |
| 06   | 3月9日   | 分岔     |        |
| 07   | 3月10日  | 御守     |        |
| 08   | 3月11日  | 迴環     |        |
| 09   | 3月12日  | 二月廿九 |        |
| 10   | 3月13日  | 知命     | 大結局 |

## 製作團隊[3]
| - 監製／導演：羅嘉駿 - 第一副導演：張凱雁 - 第二副導演：鄭文熙 - 場記：陳巧瑩 - 編審：黃智揚 - 編劇：石俊傑、蘇莎朗 - 助理編劇：李瑞娜 - 協拍公司：Pigture Creations Ltd.（页面存档备份，存于） - 製片：卓佳欣 - 助理製片：翟廣庭、吳棪明 - 場務：黃國昇、周子傑 - 美術指導：張子宇 - 助理美術：譚志華、梁樂軒、鄧濤、蔡雪兒 - 服裝指導：梁奉茹 - 助理服裝：吳嘉恒、厲蘋慧、殷倩楊 - 化妝：鄭巧玲 - 髮型：林麗娟 - 攝影指導：黃殷俊 H.K.S.C.（页面存档备份，存于） - B機攝影師：黃駿宇 - 攝影助理：關銘輝、劉志聰、陳晧賢、鄭浩賢 - 攝影機工：黃有為、梁珏滔、林星佑、劉耀庭 - 燈光師：馮浩寧 - 燈光助理：何嘉禮、岑嘉龍、周嘉豪 - 收音師：朱燊霆、譚兆聰、余子明 - 劇照：Sharon Salad - 剪接指導：梁焯霖 - 剪接：何定康 - 剪接助理：阮芷晴、陳衍誥 - 後期製作助理：蔡頌天 - 數碼管理 (DIT) ：李文杰 | - 原創音樂：戴偉 @ DDome Music、李寶瑜 @ DDome Music、Chan Yik Heng Eason @ DDome Music - 調色：Jaco Wong、陳穎霞 - 視覺特效：Eye Eye Studio - 視覺特效指導：陳迪凱．水 - 數碼藝術師：蔡嘉欣、姚偉鋼 - 片頭／片尾設計：方樂基 - 音效製作室：瘋起製作有限公司 - 混音／後期混音：廖嘉偉、鄭瑋耀、易子竣 - 海報設計：莫韻兒 - 協力：魯仲豪、曹蕙、趙振邦 日方工作人員 - 製作統籌：山野久治 - 製作協調：鮑智行 - 製作公司：Group-A Co. Ltd - 外聯製片：佐々木仁志 - 助理外聯製片：稻田恭兵、麥谷晃弘 - 製作助理：中塚カオル - 攝影機工：佐藤優太、辻村謙太郎 - 札幌航拍：片岡義章 - 數碼管理 (DIT) ：松原夢人 - 燈光助理：高橋素晴、深瀨友也、中山徹、男澤克幸 - 收音助理：前川永至 - 助理服裝：石切山祥子 - 化妝及髮型：泉妃、矢萩律子 - 車輛特技：野呂慎治、齋藤あきふみ - Yeesa替身：星優香 - 司機：坂本周平、近藤弘、神野恭兵、宮鳩總士、佐賀平八郎 |

## 插曲
- 《四年一遇》
  - 主唱／作曲／作詞／編曲／歌曲監製：徐天佑

## 贊助
| - SAPP‿RO |

## 製作支持
| - HOAX - In a stone - Happy Ghost Holiday - La Esperienca Mens - Rakuda Yasti - Voidstudio - 札幌市立大學 - 札幌電視塔 - 札幌市交通局(市電) - 札幌護國神社 - 札幌伏見稻荷神社 - Sellers大谷地店 - Sapporo Techno Park Council - 富士通株式會社(札幌事務所) - SOC株式會社 - 札幌市義工團 |

## 評價
直至2022年2月上旬，此劇在豆瓣網的評分為7.9分，共有2,772人評價。

## 軼事
- 此劇是吳海昕、劉俊謙、岑珈其和麥可怡繼劇集《教束》後再次同劇演出。
- 此劇在拍攝2020年的情景時，刻意拍下2020年夏季奥林匹克运动会的宣傳品，但其後該屆奧運因2019冠状病毒病疫情而延至2021年舉行。[6]

## 獎項
- 本劇於2020年獲Asian Academy Creative Awards香港最佳劇集[7]
- 本劇男主角之一劉俊謙於2021年憑本劇入圍釜山國際電影節亞洲內容大獎最佳男主角

## 記事
- 2020年2月29日：此劇於14:30在灣仔駱克道150-158號祥友大廈1樓The Hub舉行劇集記者招待會。[8]

- 2020年3月8日：此劇21:20在ViuTV官方Facebook專頁進行直播回答觀眾問題，劇中演員蘇欣婷、鄭文熙、關永宇主持，吳海昕、李敏、柯煒林、導演羅嘉駿、編審黃智揚出席。[9]

- 2020年3月13日：此劇20:20在ViuTV官方Facebook專頁進行大結局前的直播，劇中演員蘇欣婷、鄭文熙、關永宇主持，吳海昕、張松枝、劉俊謙、麥可怡、張凱娸、岑珈其、梁天尺、李敏、導演羅嘉駿、編審黃智揚及攝影指導黃殷俊出席。[10]

- 2020年3月26日：導演羅嘉駿決定先於Zoom舉行慶功宴。[11]

- 2020年3月27日：此劇當晚播出大結局，並於21:00及21:50透過ViuTV官方Facebook專頁直播劇中演員及工作人員以Zoom舉行的慶功宴，劇中演員蘇欣婷、鄭文熙、關永宇主持，出席演員及工作人員包括：麥可怡、張松枝、梁天尺、徐天佑、劉俊謙、張凱娸、柯煒林、李敏、吳海昕、導演羅嘉駿、剪接何定康、音效、剪接助理陳衍誥、攝影指導黃殷俊、美術指導張子宇、編審黃智揚等等。[12][13]

- 2020年4月7日：劇中男主角劉俊謙和女主角吳海昕接受商業電台叱咤903《口水多過浪花》節目訪問。[14]

## 外部連結
- 《二月廿九》官方節目重溫（页面存档备份，存于）
- MakerVille：二月廿九 （页面存档备份，存于）
- 《二月廿九》製作特輯：二亂情迷（页面存档备份，存于）
- 《二月廿九》埋嚟一齊吹水Facebook Live（页面存档备份，存于）
- 《二月廿九》大結局播映前，神聖幾何學會Facebook Live（页面存档备份，存于）
- 吳海昕率先同你講《二月廿九》（页面存档备份，存于）
- 徐天佑率先同你講《二月廿九》（页面存档备份，存于）
- 劉俊謙率先同你講《二月廿九》（页面存档备份，存于）
- 《二月廿九》大結局前，三位主角先行講心中理想結局（页面存档备份，存于）
- 叱咤903《口水多過浪花》訪問視像片段（页面存档备份，存于）

## 節目變遷
| 香港 ViuTV 逢星期一至五 21:30－22:30                                                                               | 香港 ViuTV 逢星期一至五 21:30－22:30      | 香港 ViuTV 逢星期一至五 21:30－22:30 |
| --- | ----------------------------------------- | ------------------------------------ |
| | 二月廿九 （2020年3月2日－2020年3月13日）  |                                      |
| 性敢中環（21:30－22:00） （2020年2月13日－2020年2月28日）向西聞記（22:00－22:30） （2020年2月13日－2020年2月28日） | 監獄醫生 （2020年3月16日－2020年4月13日） |                                      |